# Magic Fly (jeu vidéo)
Magic Fly est un jeu vidéo de tir à la première personne développé par Eigen Software et publié par Electronic Arts sur Amiga et Atari ST en 1990. Le jeu se déroule dans un univers de science-fiction dans lequel le joueur pilote un vaisseau spatial chargé de cartographier et de détruire une planète extraterrestre. Aux commandes de son vaisseau, le joueur explore le complexe souterrain de la planète et affronte les vaisseaux ennemis qui tentent de le détruire. Le joueur contrôle son vaisseau au joystick et à la souris ou au clavier. Il visualise l'environnement, représenté en vectoriel, depuis le cockpit de son vaisseau qui lui permet d'accéder à différentes informations sur ses armes, ses réserves d'energie ou une carte du complexe souterrain. Le jeu trouve son origine dans une démo d'un moteur 3D produit par Mark Pickavance en 1988.

## Accueil
| Magic Fly                |      |       |
| Média                    | Nat. | Notes |
| Amiga Action             | GB   | 77 %  |
| Amiga Format             | GB   | 88 %  |
| Computer and Video Games | GB   | 70 %  |
| Gen4                     | FR   | 78 %  |
| Joystick                 | FR   | 60 %  |